# Leucochrysa (Nodita) meridana
Leucochrysa (Nodita) meridana is een insect uit de familie van de gaasvliegen (Chrysopidae), die tot de orde netvleugeligen (Neuroptera) behoort. 
Leucochrysa (Nodita) meridana is voor het eerst wetenschappelijk beschreven door Navás in 1927.